# Begonia sarcocarpa
Espèce
Begonia sarcocarpa est une espèce de plantes de la famille des Begoniaceae.
L'espèce fait partie de la section Sphenanthera.
Elle a été décrite en 1917 par Henry Nicholas Ridley (1855-1956).

## Répartition géographique
Cette espèce est originaire du pays suivant : Indonésie.